# 特立尼达和多巴哥议会
特立尼达和多巴哥议会（英語：Parliament of Trinidad and Tobago）是特立尼达和多巴哥的国家立法机关。特立尼达和多巴哥议会实行两院制，由特立尼达和多巴哥参议院和特立尼达和多巴哥众议院组成。每届议会任期5年。